# Uusimaa
Uusimaa (tiếng Phần Lan: [ˈuːsimɑː], n.đ. 'vùng đất mới') là một vùng thuộc miền nam Phần Lan, thủ phủ là thành phố Helsinki. Vùng Kymenlaakso có diện tích là 16.059,32 km² (2021) – đứng thứ 10 cả nước, với dân số toàn vùng (2023) là 1.738.375 người và mật độ dân số là 191 người/km². Đây là vùng có dân cư đông nhất và mật độ dân số dày đặc nhất Phần Lan (mật độ dân số lớn gấp 10 lần mức trung bình toàn quốc).
Vùng Uusimaa tiếp giáp với:
- vùng Tây Nam Phần Lan về phía tây bắc;
- các vùng Kanta-Häme và Päijät-Häme về phía bắc;
- vùng Kymenlaakso về phía đông.
- vịnh Phần Lan về phía nam.

Tỷ lệ đóng góp vào GDP toàn quốc của vùng Uusimaa đạt gần 40%. Khu vực dịch vụ tại vùng Uusimaa được chú trọng phát triển.

## Lịch sử
Thời cổ đại, những tộc người Sami bắt đầu định cư tại vùng duyên hải Uusimaa, sau đó lần lượt được người Phần Lan và người Tavastia tới sống lâu dài. Một số địa điểm vẫn còn lưu lại vết tích của tiếng Tavastia cổ, ví dụ như Konhola (nay là Konala). Người Estonia cũng sống tại vùng này nhưng không nhiều, chủ yếu để đánh cá theo mùa.
Vào thế kỷ XIII, người Thụy Điển phát động một cuộc chinh phục Phần Lan và bắt đầu đưa người Thụy Điển vào sinh sống, với mục đích biến những khu vực theo đạo Pagan sang Cơ Đốc giáo. Thực dân Thụy Điển bắt đầu chuyển số dân rất đông vào thị trấn Porvoo, sau đó tới các thị trấn tại các vùng phía tây Uusimaa. Cuộc thực dân hóa này được hậu thuẫn bởi Vương quốc Thụy Điển và người dân di cư sẽ được ban phát hạt giống và gia súc, cũng như được miễn thuế 4 năm. Các địa danh tiếng Thụy Điển tại Uusimaa cũng được đặt tại thời điểm này.
Cái tên Uusimaa hay Nyland trong tiếng Thụy Điển có từ thời kỳ Thụy Điển thuộc, và có thể thấy trong những tài liệu ghi chép từ thế kỉ XIV. Trong quyển kinh Tân Ước do Mikael Agricola dịch sang tiếng Phần Lan vào năm 1548 có nhắc tới cái tên Wsimaa, về sau viết là Uusimaa.
Lãnh thổ của Phần Lan bị sáp nhập vào Đế quốc Nga trong chiến tranh Phần Lan vào năm 1809, và tỉnh Uusimaa được thành lập trên nền tảng thị trấn Uusimaa cũ theo hệ thống đơn vị hành chính Lääni của Thụy Điển. Từ năm 1997 đến năm 2010, Uusimaa là một phần của Tỉnh Nam Phần Lan, theo đó bao gồm cả Uusimaa và Đông Uusimaa đã bị tách. Vào năm 2011, 2 vùng được sáp nhập trở lại.

## Ngôn ngữ
```
Uusimaa là một vùng song ngữ, với các thành phố dùng cả tiếng Phần Lan và tiếng Thụy Điển hoặc chỉ dùng tiếng Phần Lan. Các vùng ven biển của Uusimaa có xu hướng dùng tiếng Thụy Điển. Các phương ngữ Thụy Điển truyền thống 
(nyländska)
 hiện nay chủ yếu được dùng ở Đông Uusimaa, trong khi phần còn lại thì phương ngữ Thụy Điển đã trở nên phổ biến hơn.
```

Dân số nói tiếng Phần Lan bắt đầu tăng lên khi thủ đô của Đại công quốc Phần Lan được Sa Hoàng Alexander I chuyển từ Turku về Helsinki vào năm 1812 và vùng này đã thu hút dân đến định cư từ các vùng khác của Phần Lan. Tiếng lóng của Helsinki phát triển vào cuối thế kỷ 19. 8,5% dân số trong vùng nói tiếng Thụy Điển như tiếng mẹ đẻ. 

## Hội đồng điều phối vùng
Hội đồng điều phối vùng là cơ quan chính quyền của vùng và tập trung chủ yếu vào việc quy hoạch đô thị. Giống như tất cả các hội đồng điều phối vùng, Hội đồng điều phối vùng Uusimaa được ủy quyền bởi pháp luật.

## Thành phố
Vùng Uusimaa gồm 26 thị trấn, trong đó có 13 thành phố (được in đậm).
| Tiểu khu Helsinki - Espoo (Esbo) - Helsinki (Helsingfors) - Hyvinkää (Hyvinge) - Järvenpää (Träskända) - Kauniainen (Grankulla) - Kerava (Kervo) - Kirkkonummi (Kyrkslätt) - Mäntsälä - Nurmijärvi - Pornainen (Borgnäs) - Sipoo (Sibbo) - Siuntio (Sjundeå) - Tuusula (Tusby) - Vantaa (Vanda) - Karkkila (Högfors) - Lohja (Lojo) - Vihti (Vichtis) | Tiểu khu Raseborg - Hanko (Hangö) - Ingå (Inkoo) - Raseborg (Raasepori) Tiểu khu Loviisa - Lapinjärvi (Lappträsk) - Loviisa (Lovisa) Tiểu khu Porvoo - Askola - Myrskylä (Mörskom) - Pukkila - Porvoo (Borgå) |

## Ảnh

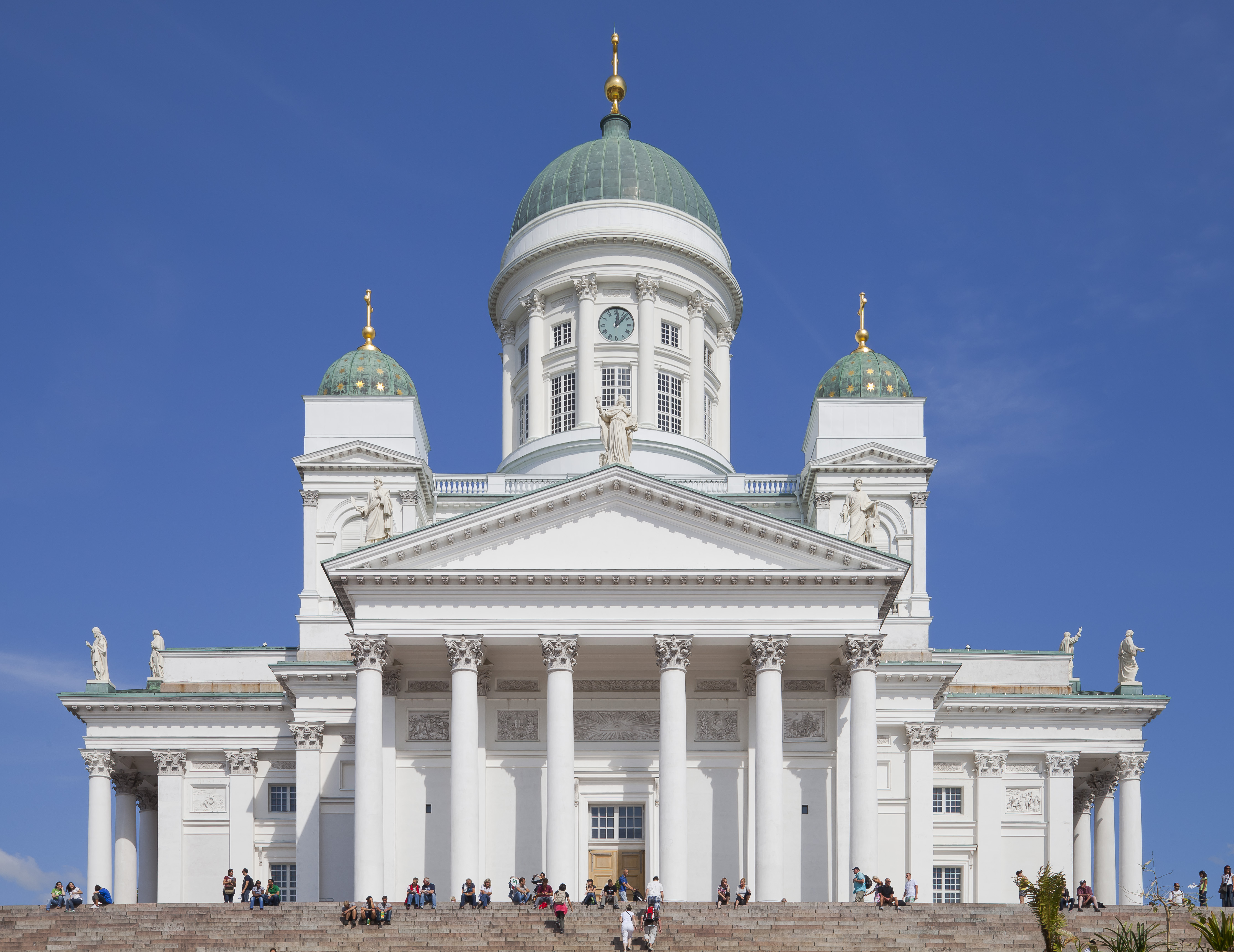
Nhà thờ chính tòa Helsinki, biểu tượng của thủ đô Phần Lan
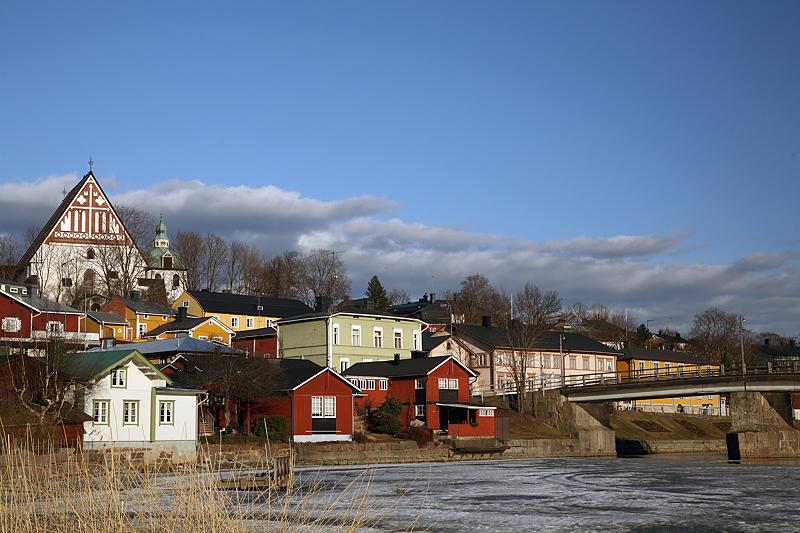
Phố cổ tại thành phố Porvoo
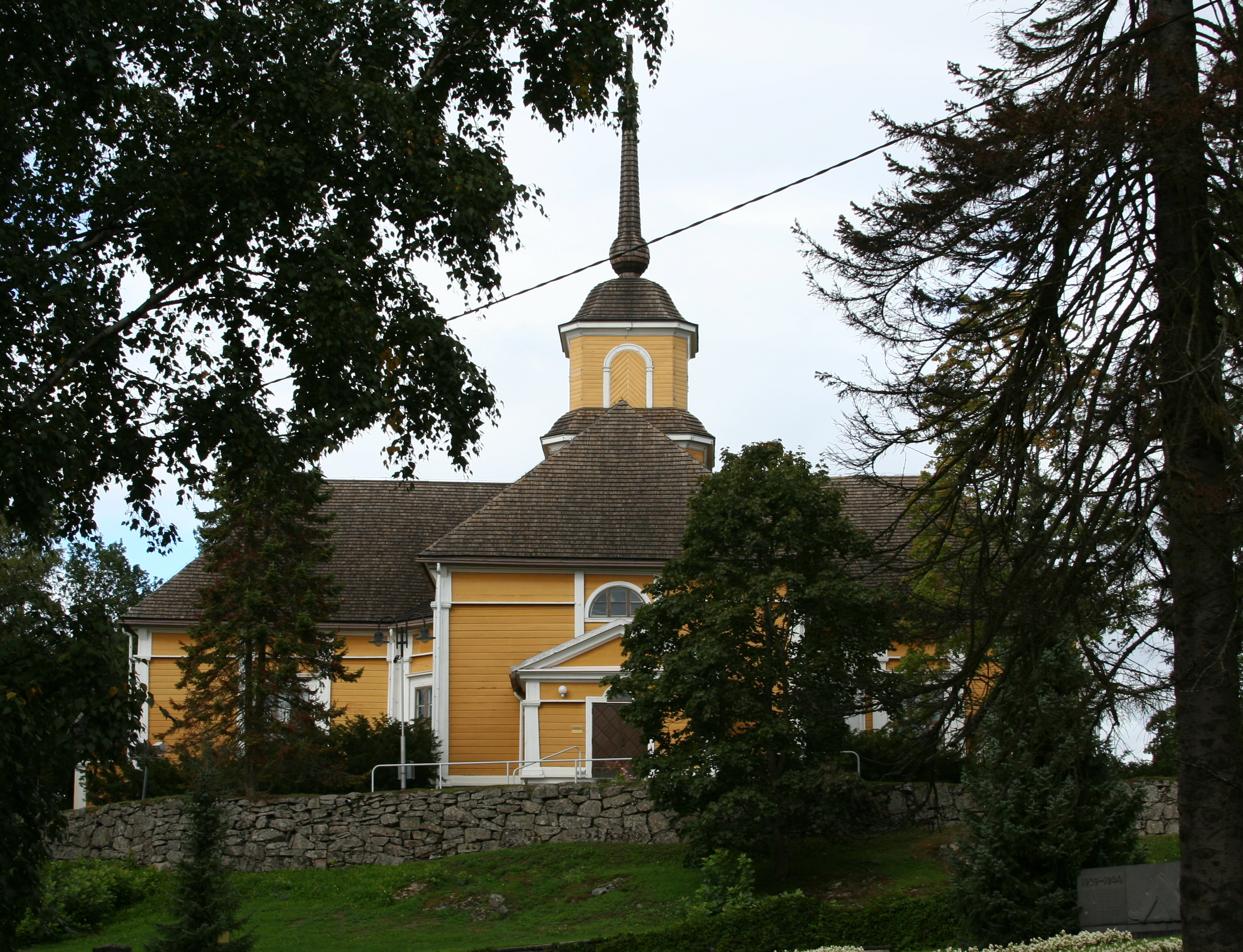
Nhà thờ Nurmijärvi
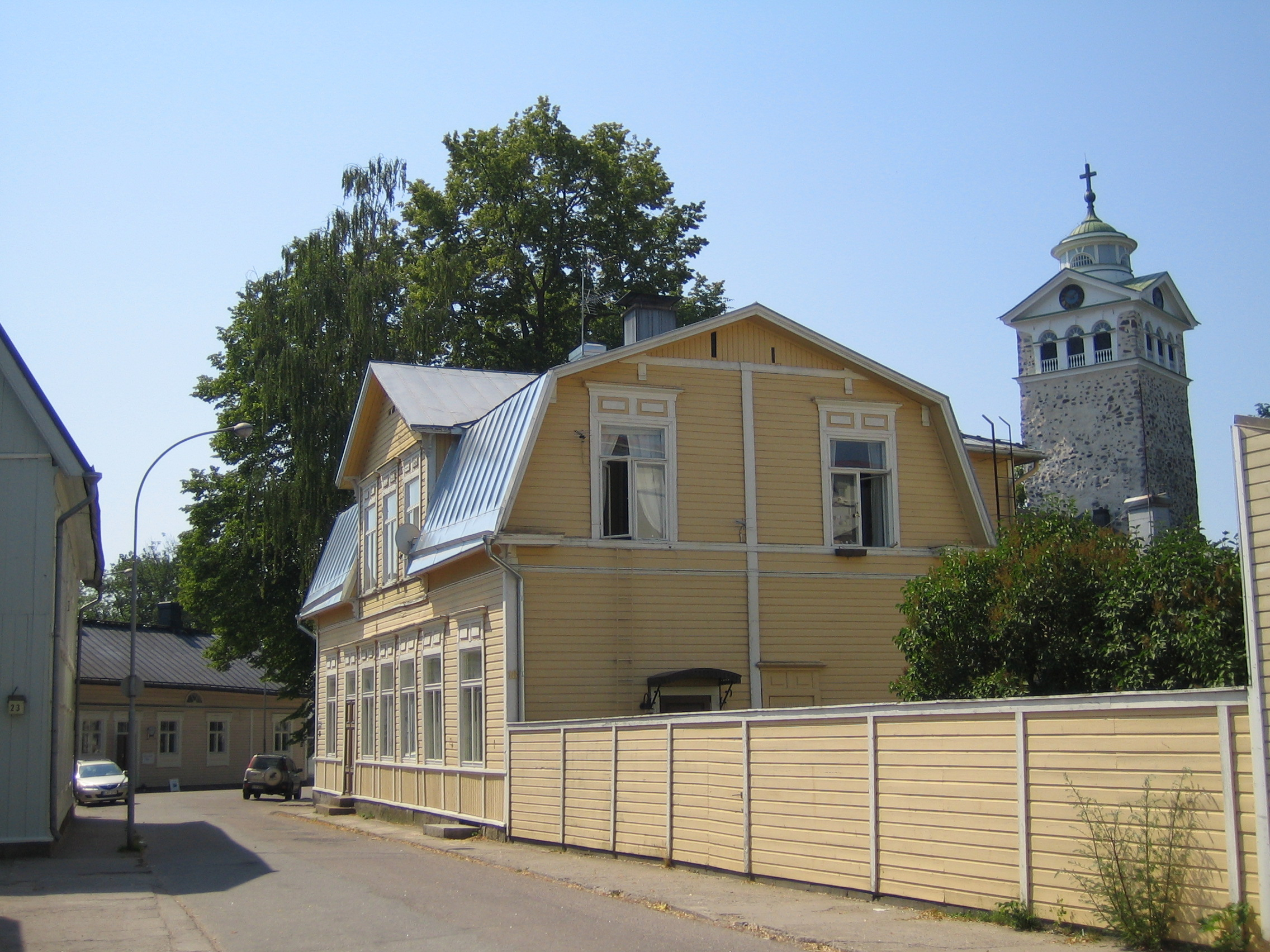
Phố cổ Ekenäs (nay thuộc thành phố Raseborg)
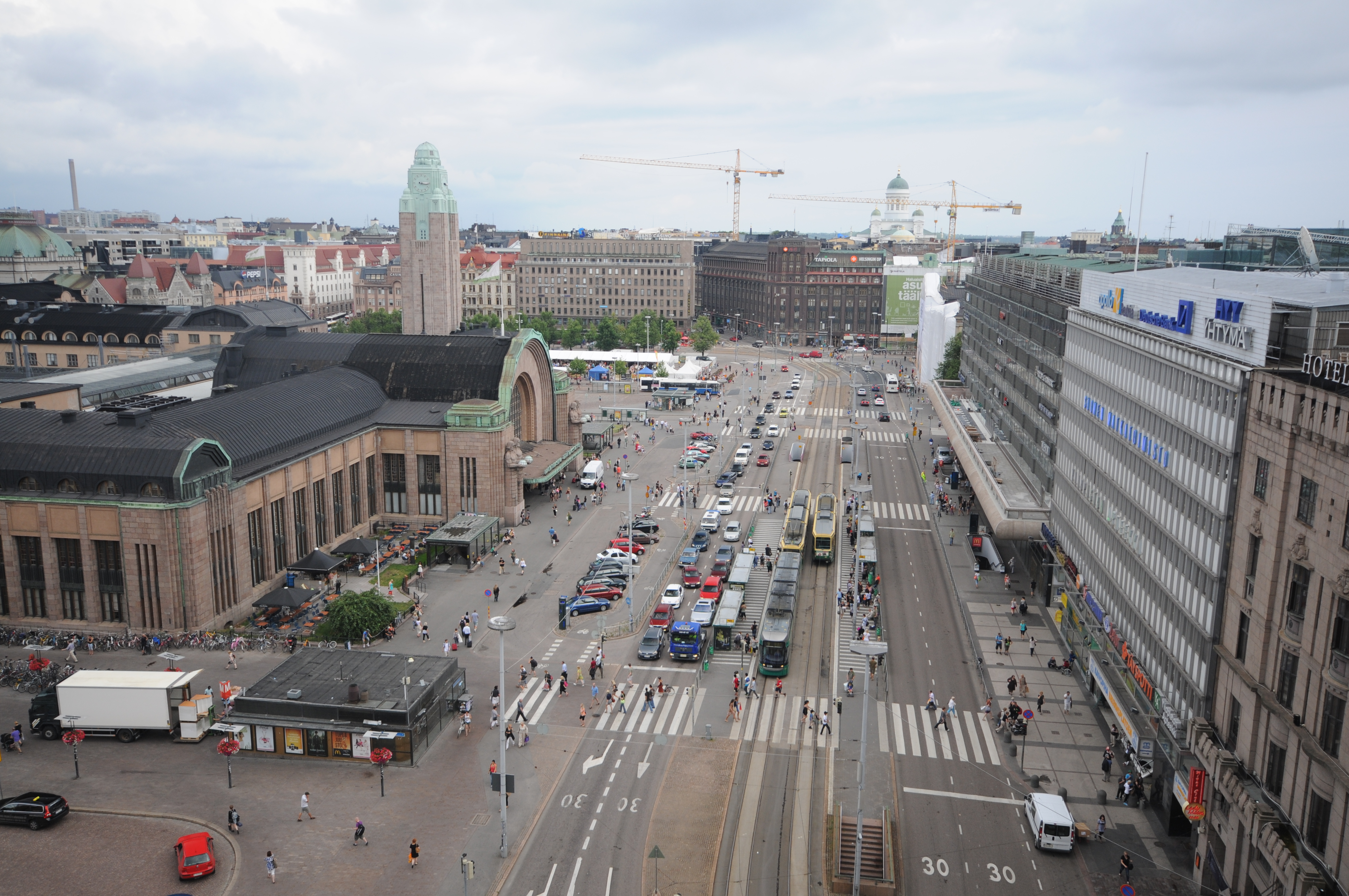
Quang cảnh trung tâm Helsinki với nhà ga xe lửa
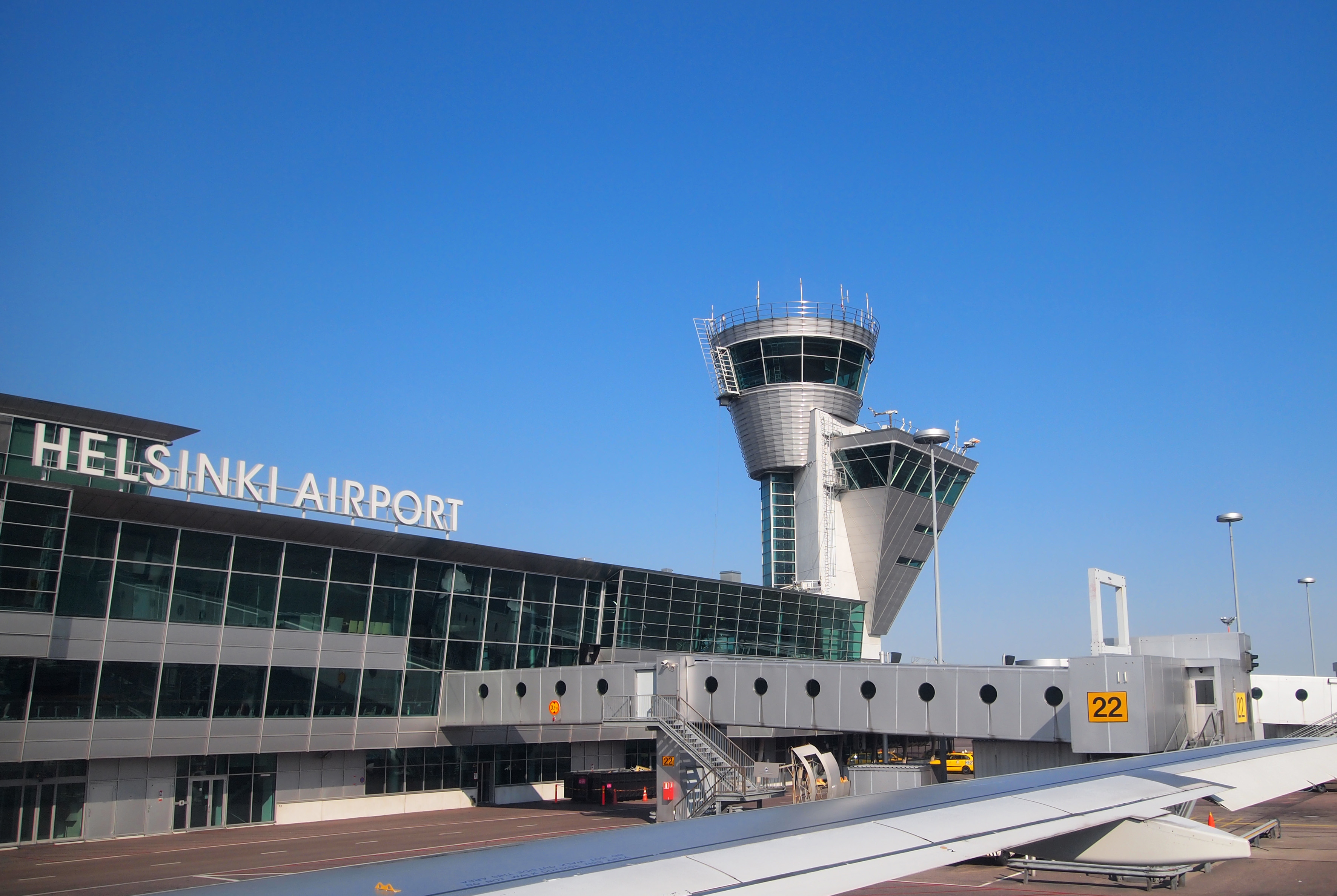
Sân bay Helsinki-Vantaa ở Vantaa là sân bay lớn nhất Phần Lan
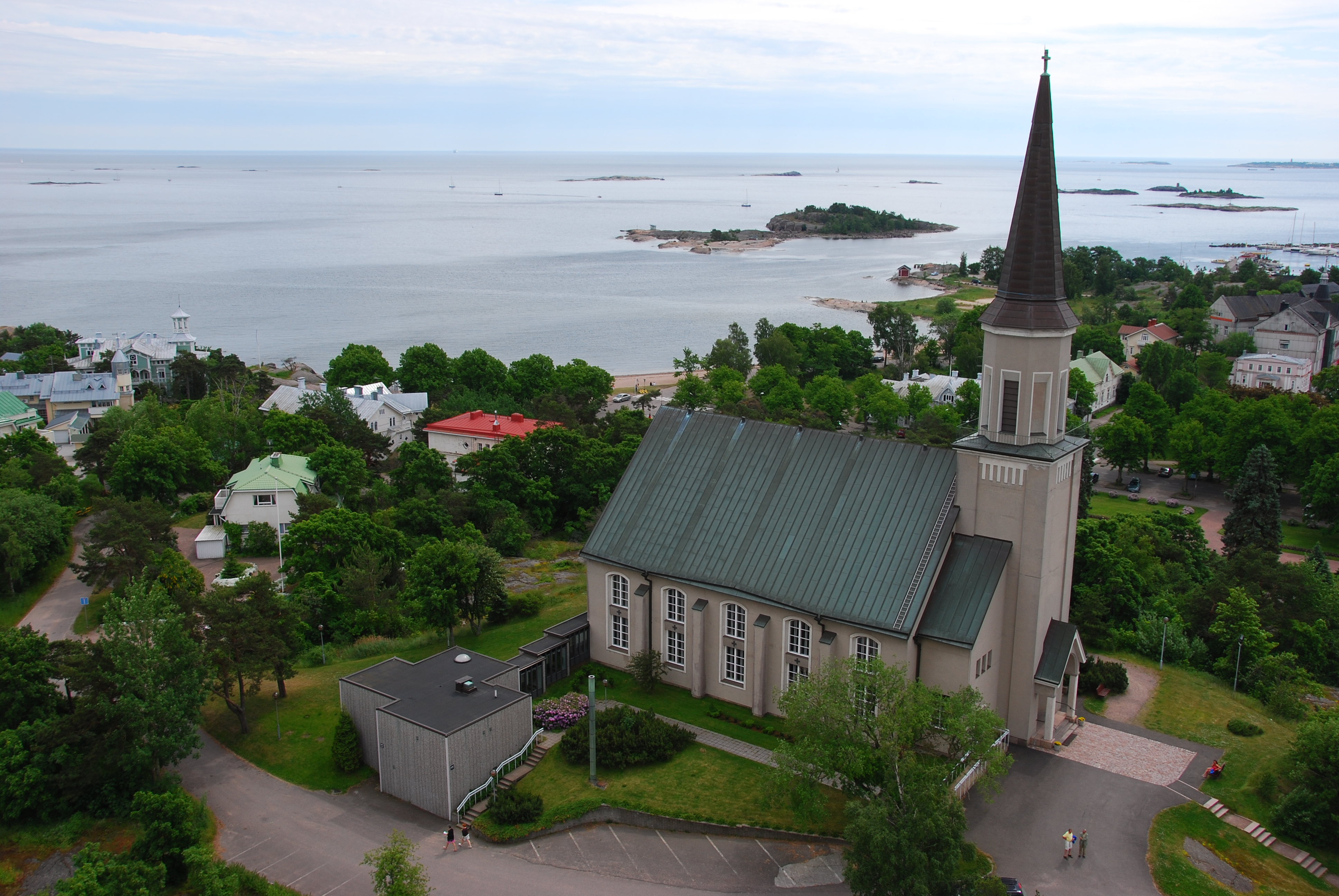
Một góc của thành phố Hanko nằm ở cực nam Phần Lan
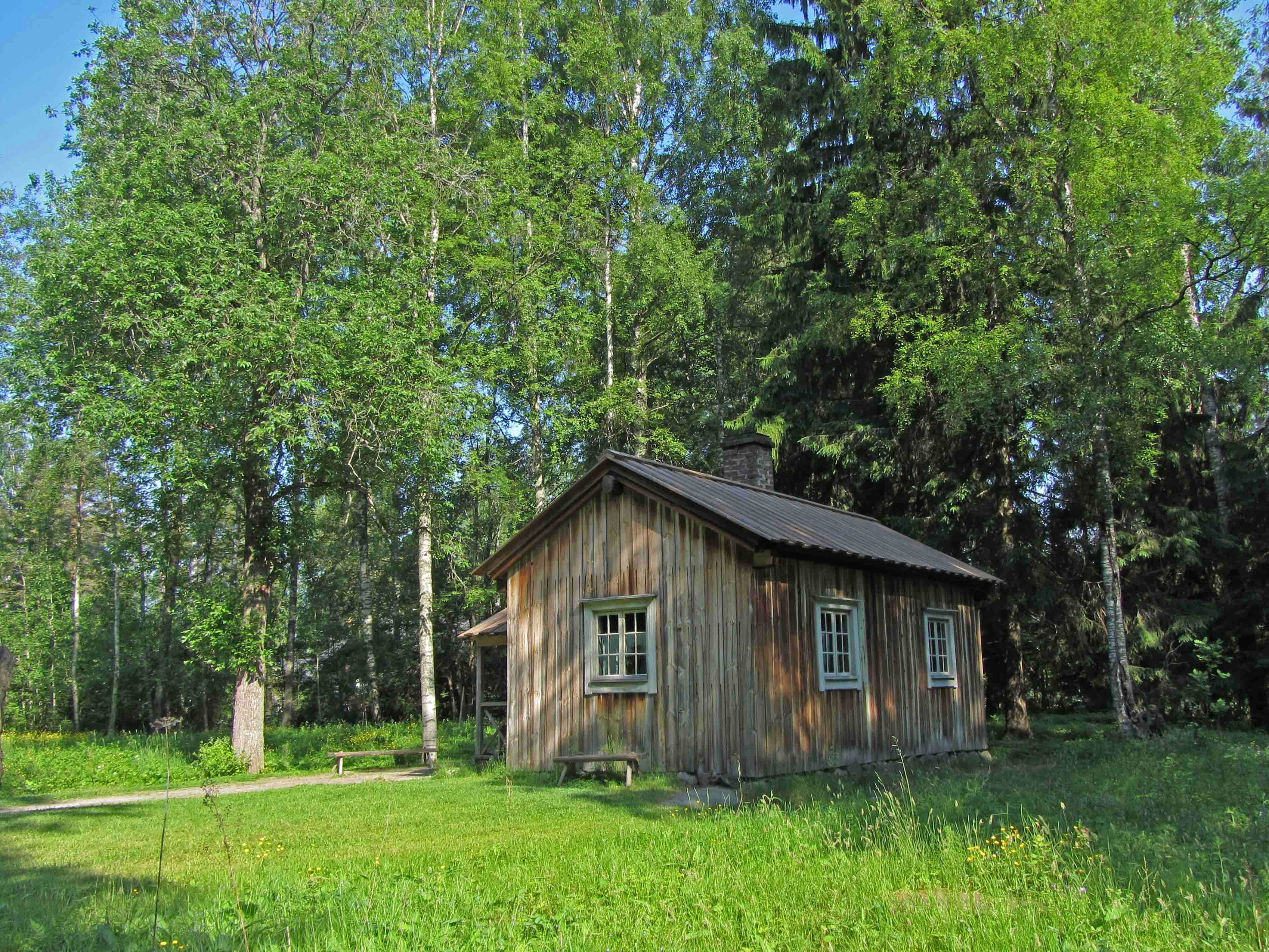
Tuusula, nơi Aleksis Kivi qua đời. Đây cũng là một ví dụ về nhà ở cuối thế kỷ XIX trong vùng.
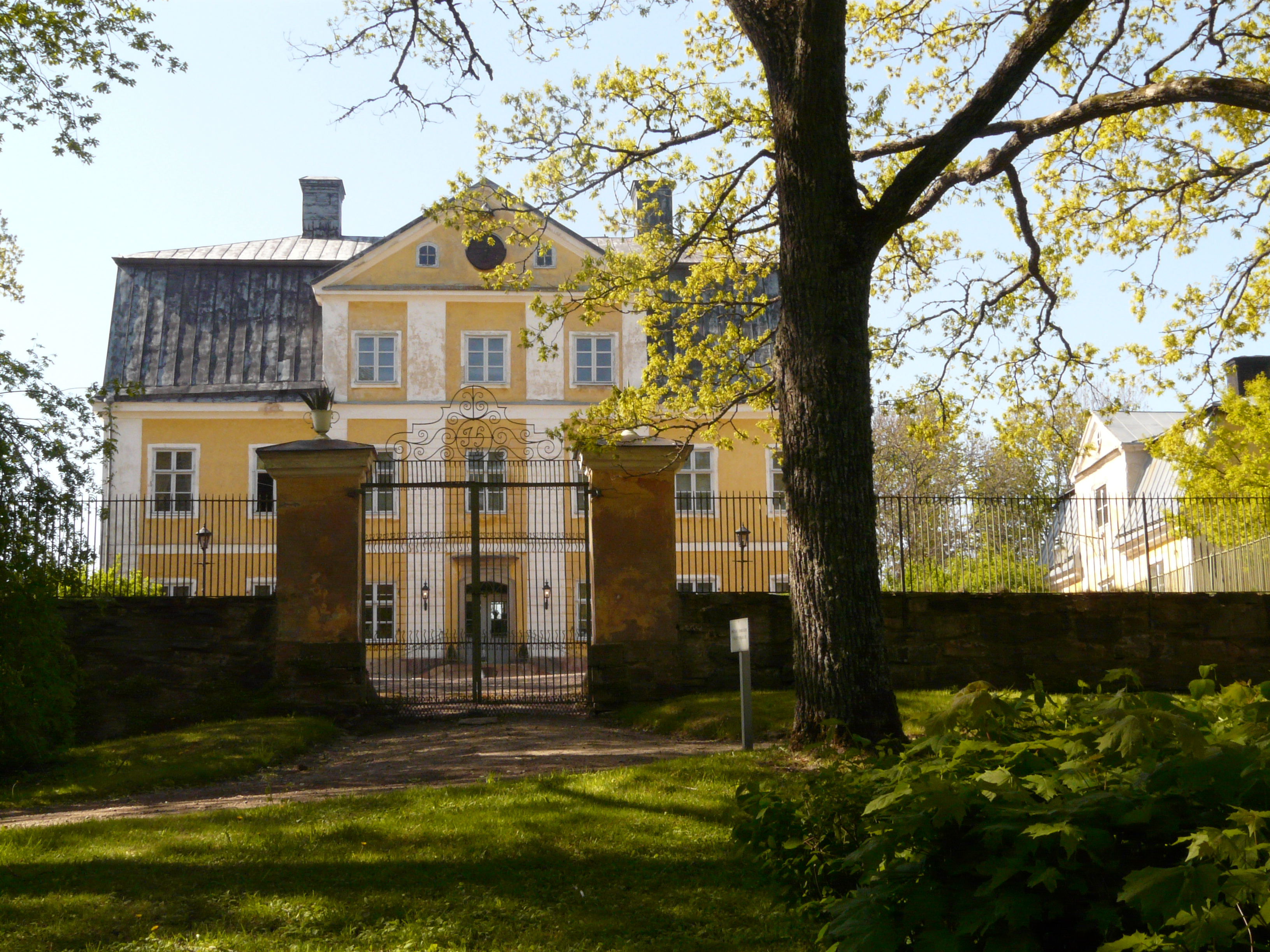
Trang viên Fagervik, Ingå
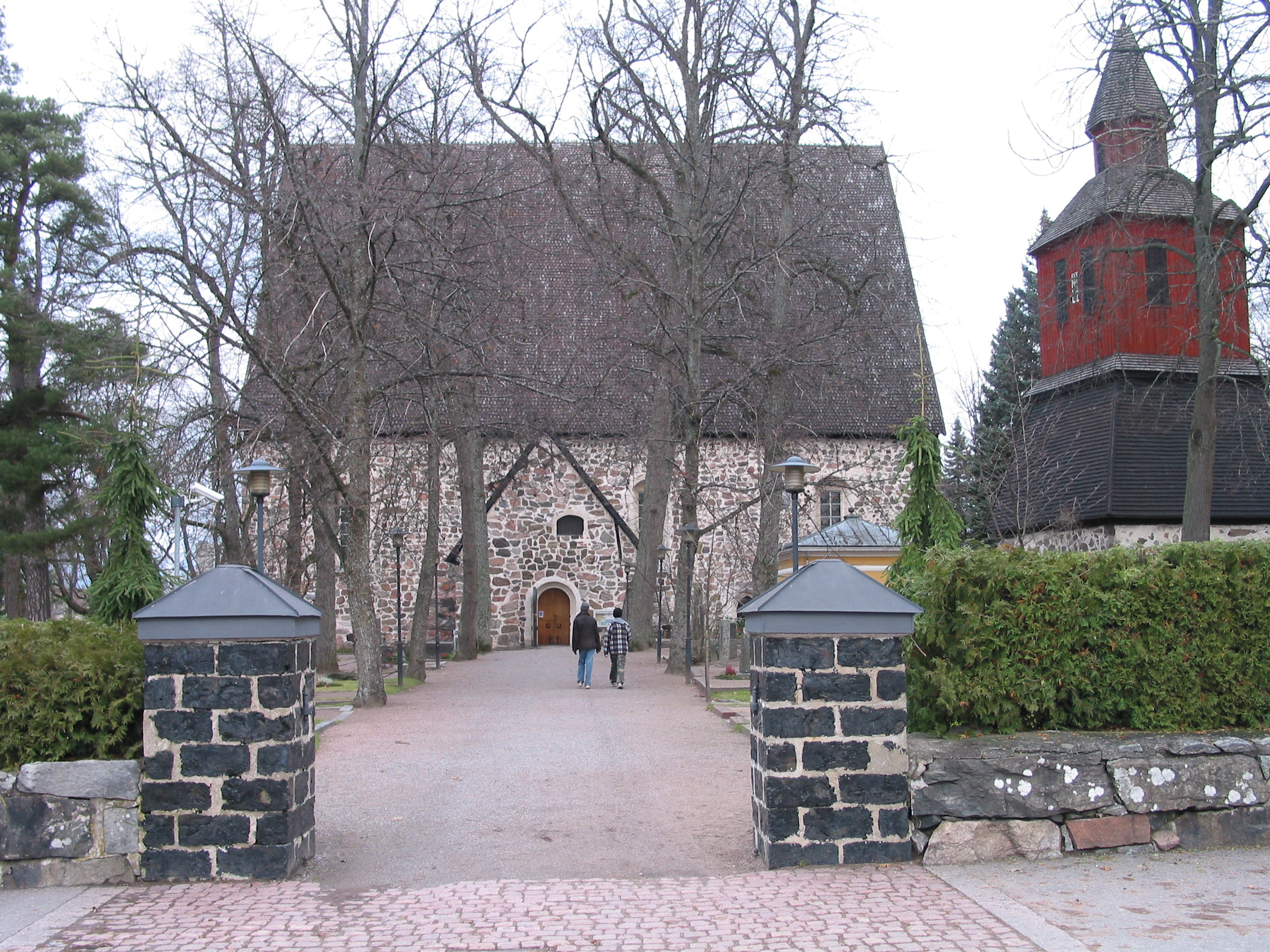
Nhà thờ Lohja vào thế kỷ XV thời trung cổ, là một trong những nhà thờ lớn nhất ở Phần Lan
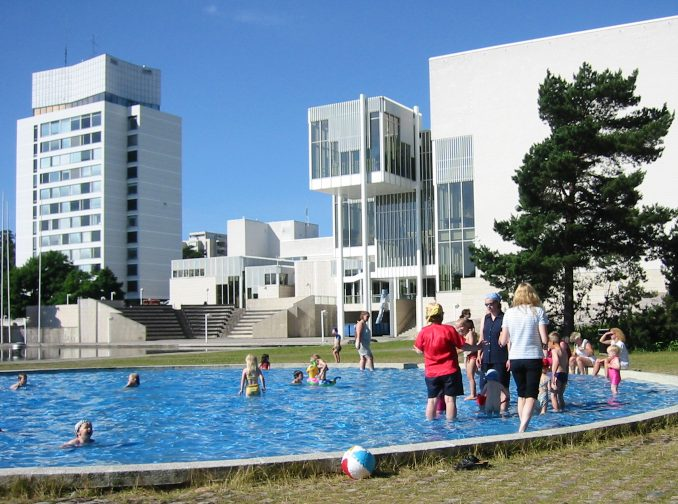
Tapiola, Espoo
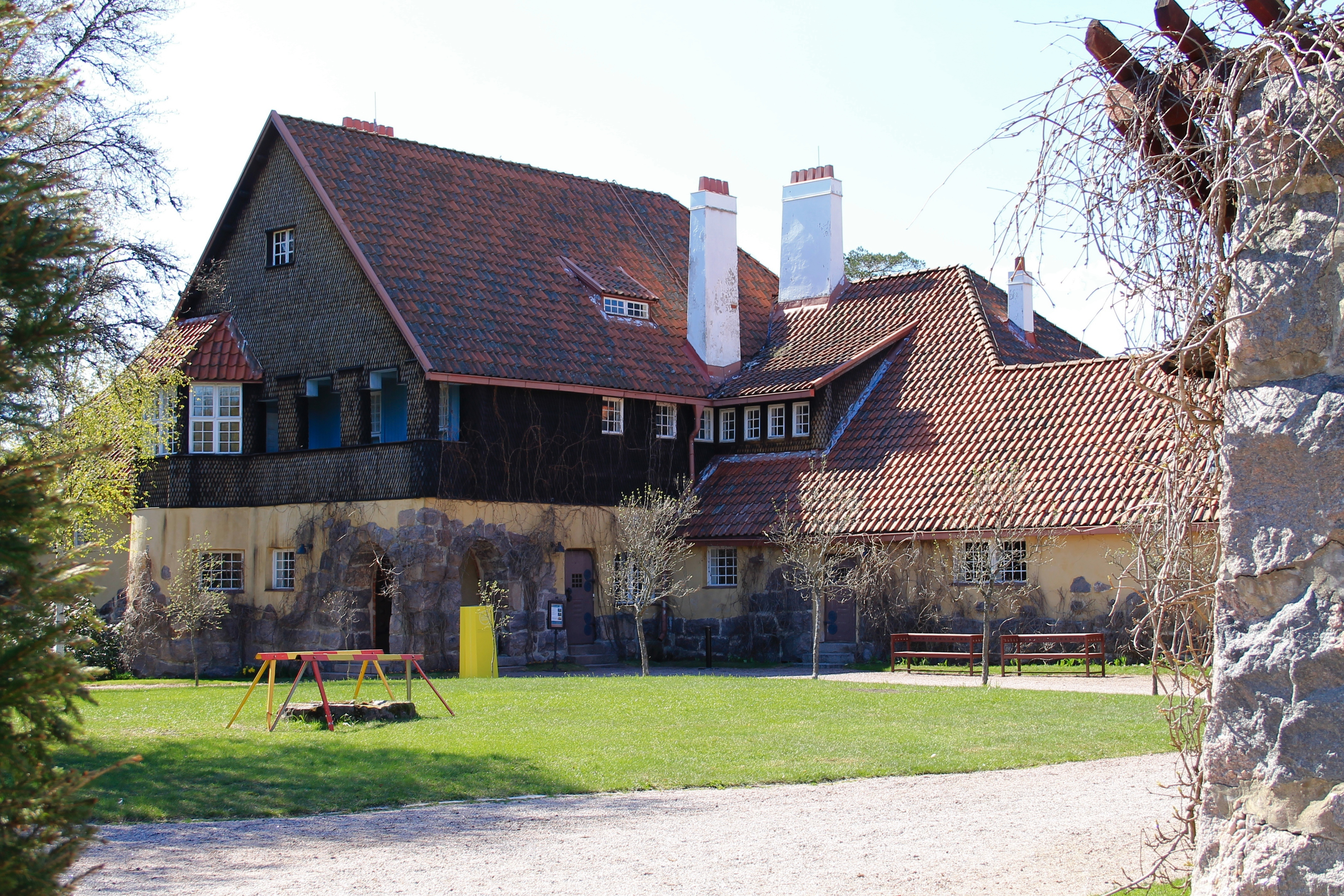
Hvitträsk, một nơi cư trú theo phong cách lãng mạn quốc gia ở Kirkkonummi, nay là một bảo tàng
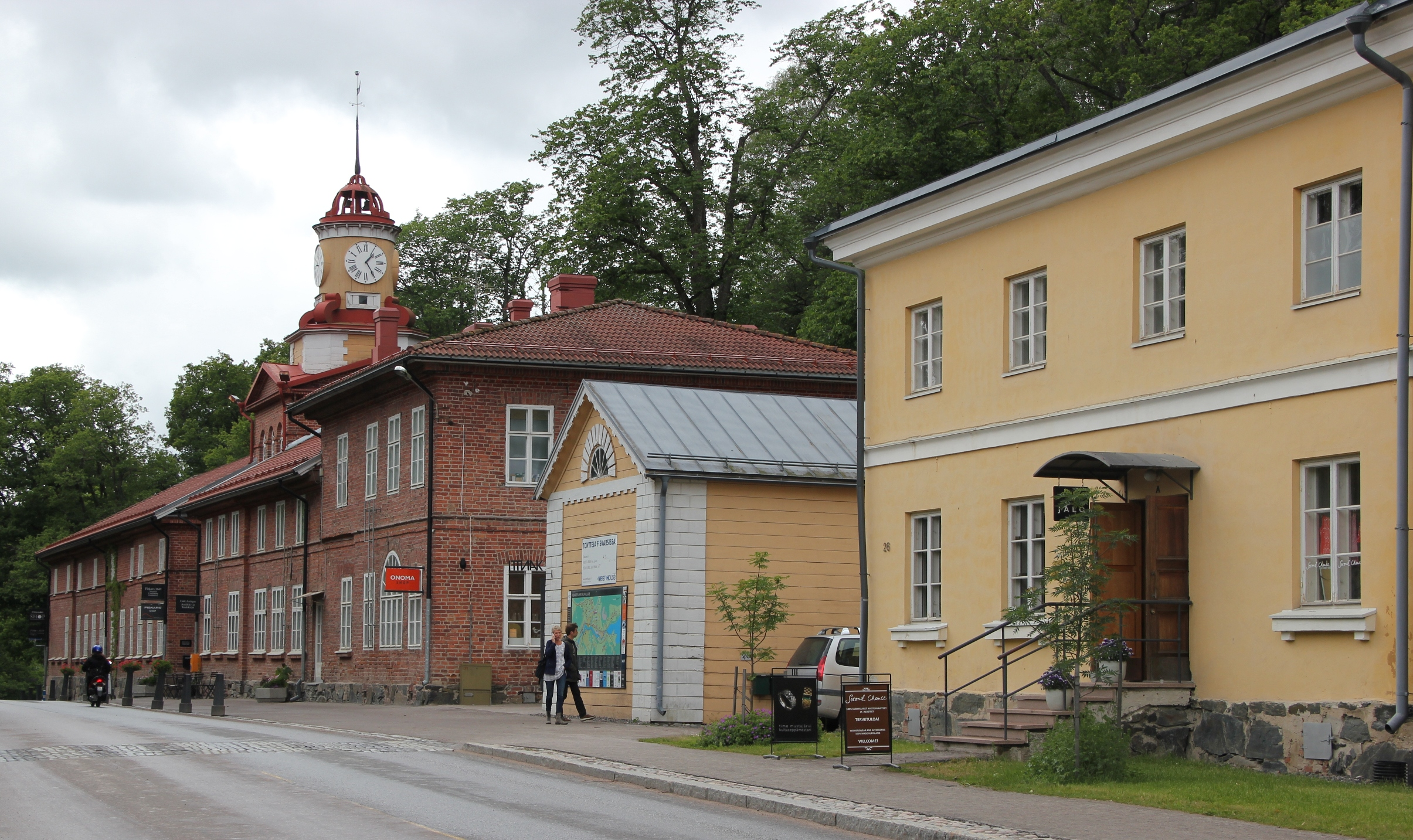
Một góc của Fiskars, Pohja (nay thuộ thành phố Raseborg); công ty được thành lập như một xưởng sắt trong làng
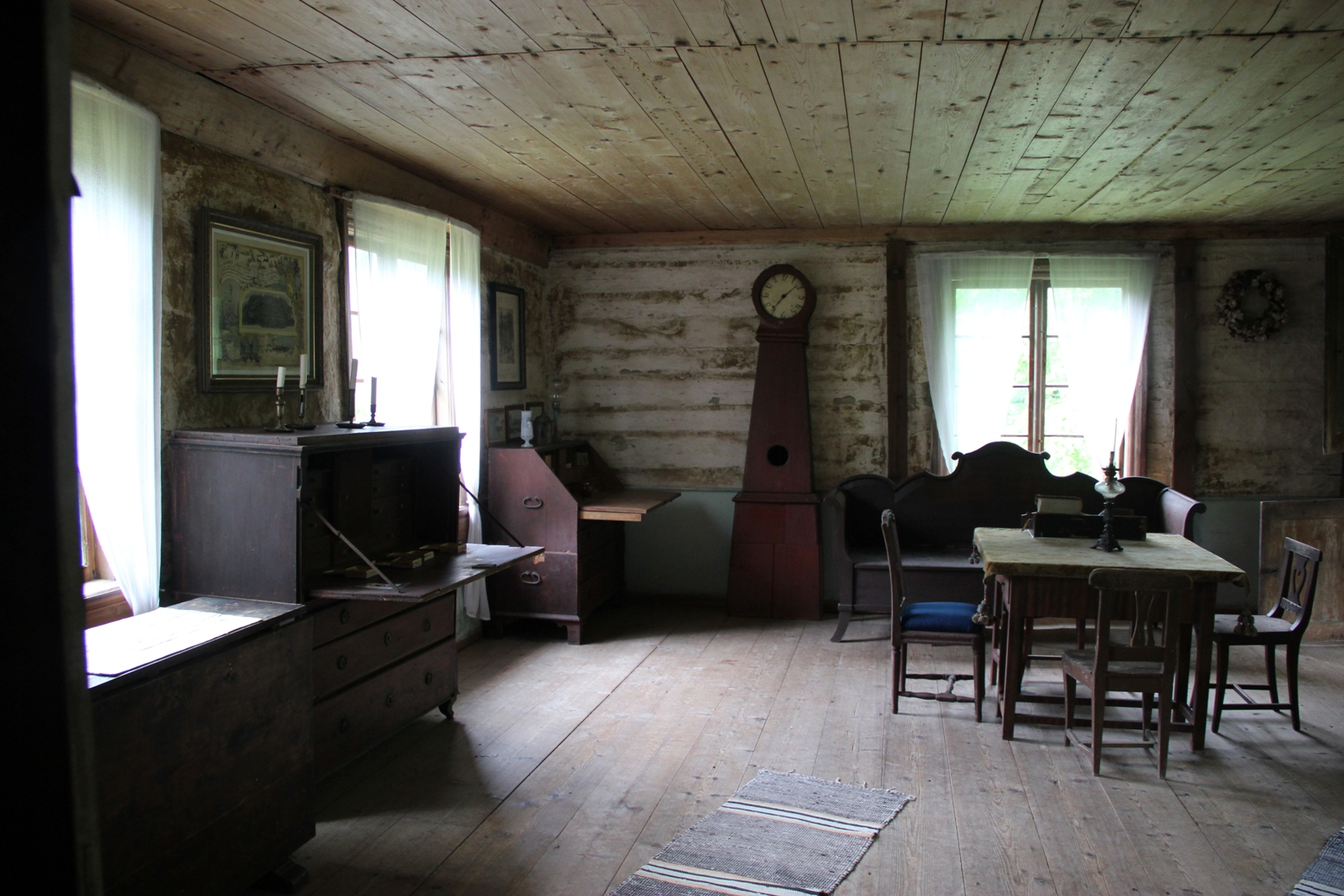
Nội thất nông dân thế kỷ 19 nông thôn trong Bảo tàng Lohilampi, Sammatti
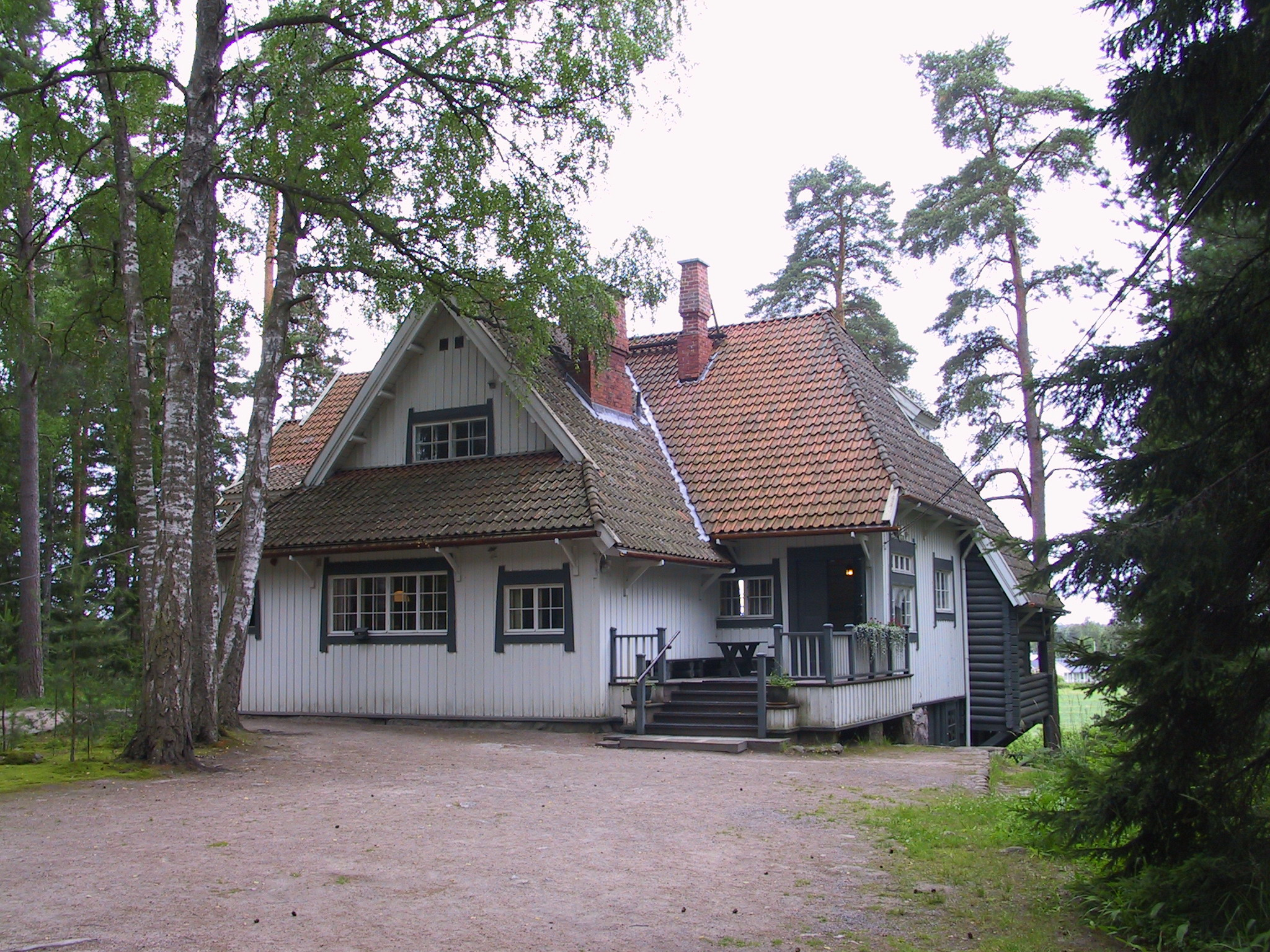
Ngôi nhà Ainola của nhà soạn nhạc Jean Sibelius tại thành phố Järvenpää
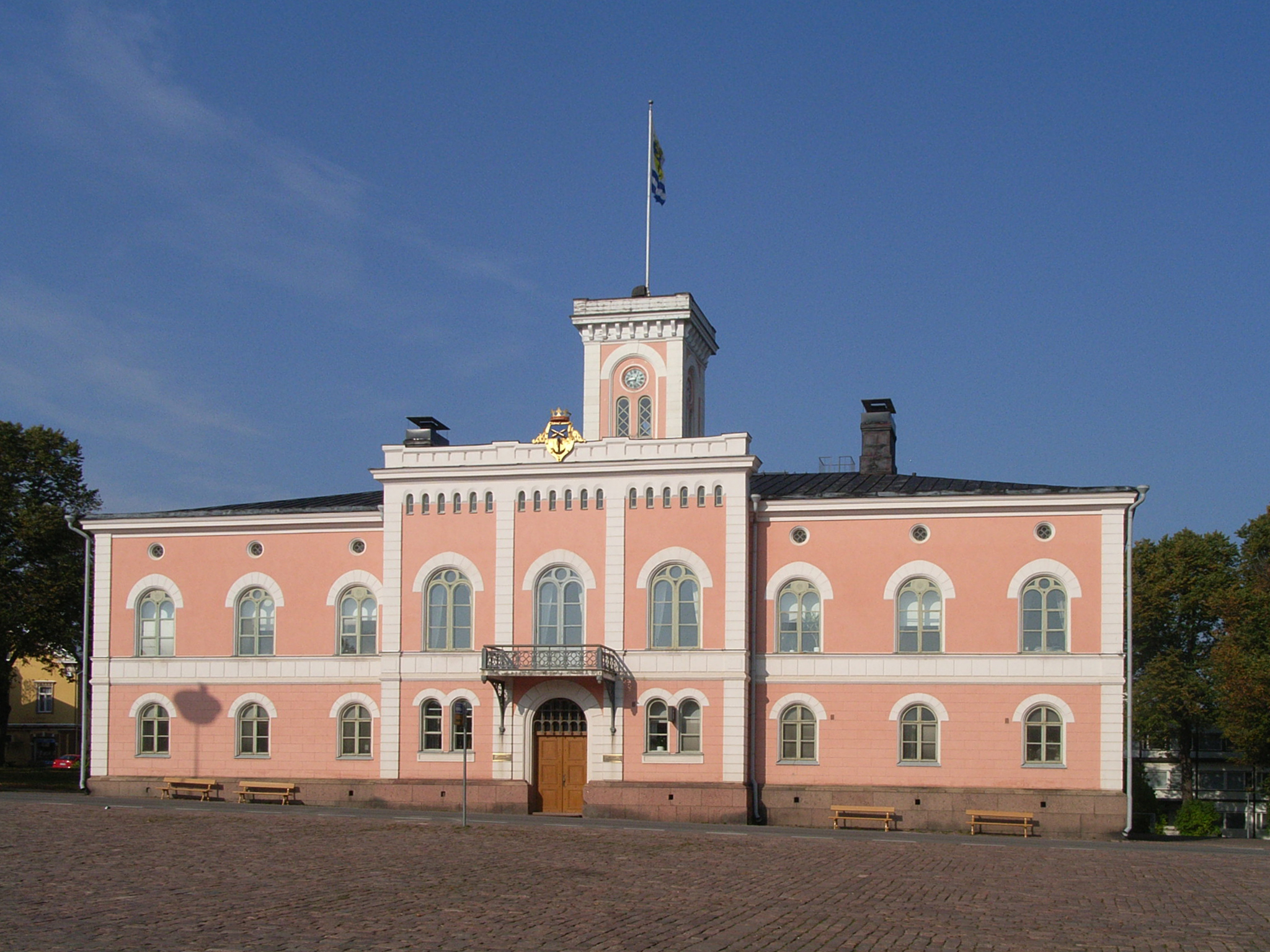
Tòa thị chính thành phố Loviisa
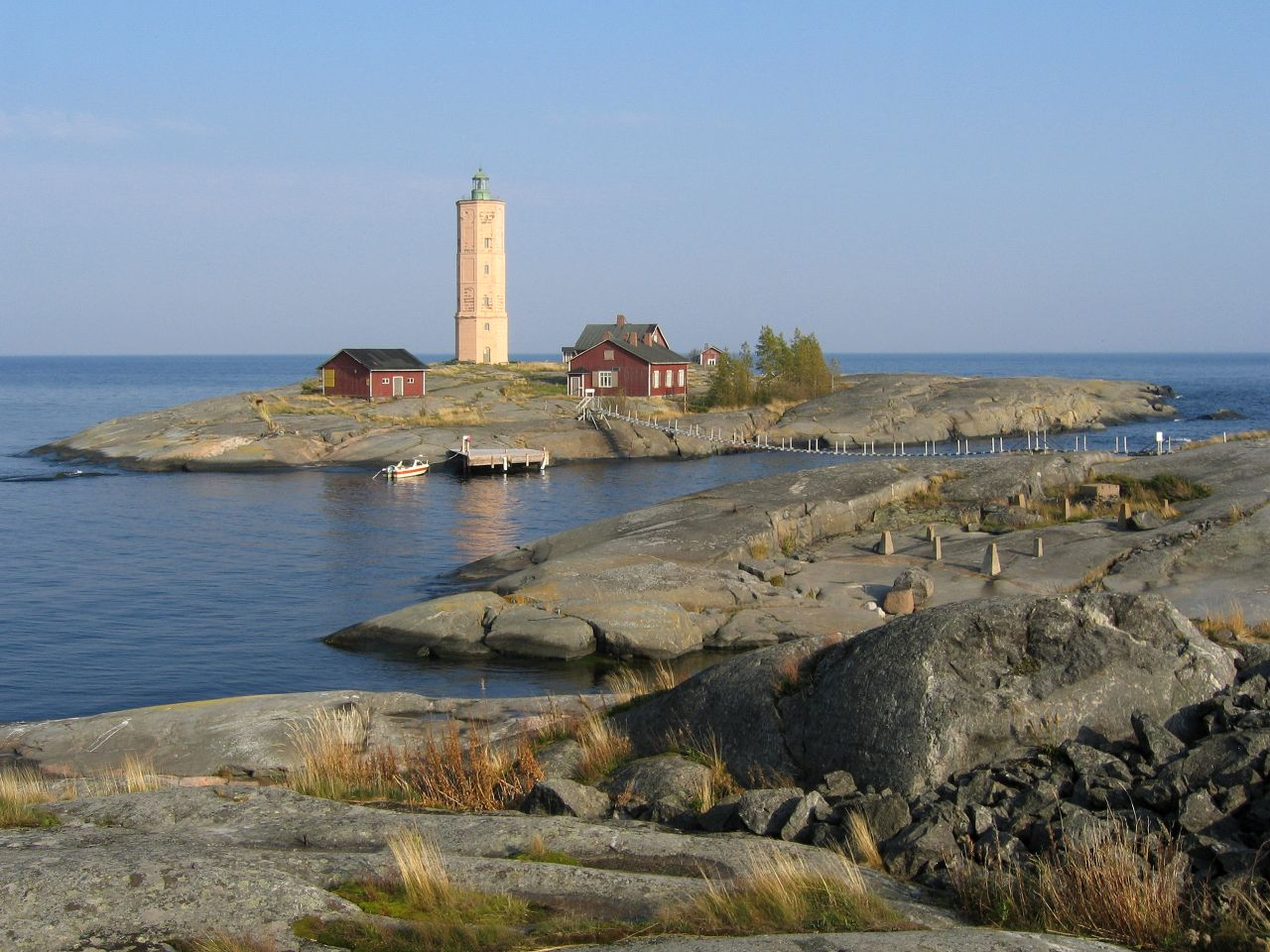
Quang cảnh vịnh Phần Lan ở quần đảo Porvoo với ngọn hải đăng Söderkär
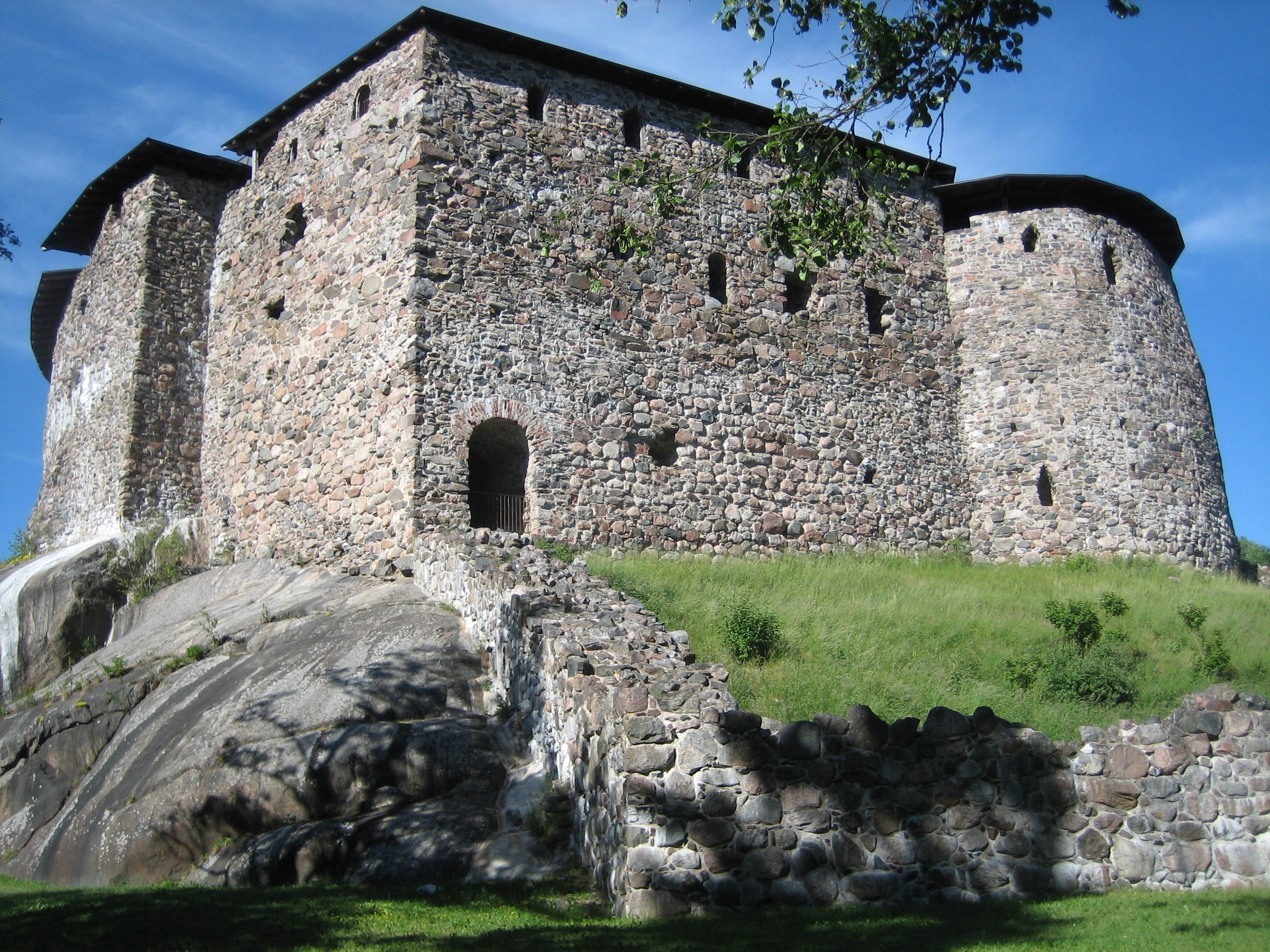
Lâu đài Raseborg từ thế kỷ 14 nay đã bị huỷ hoại phần nào
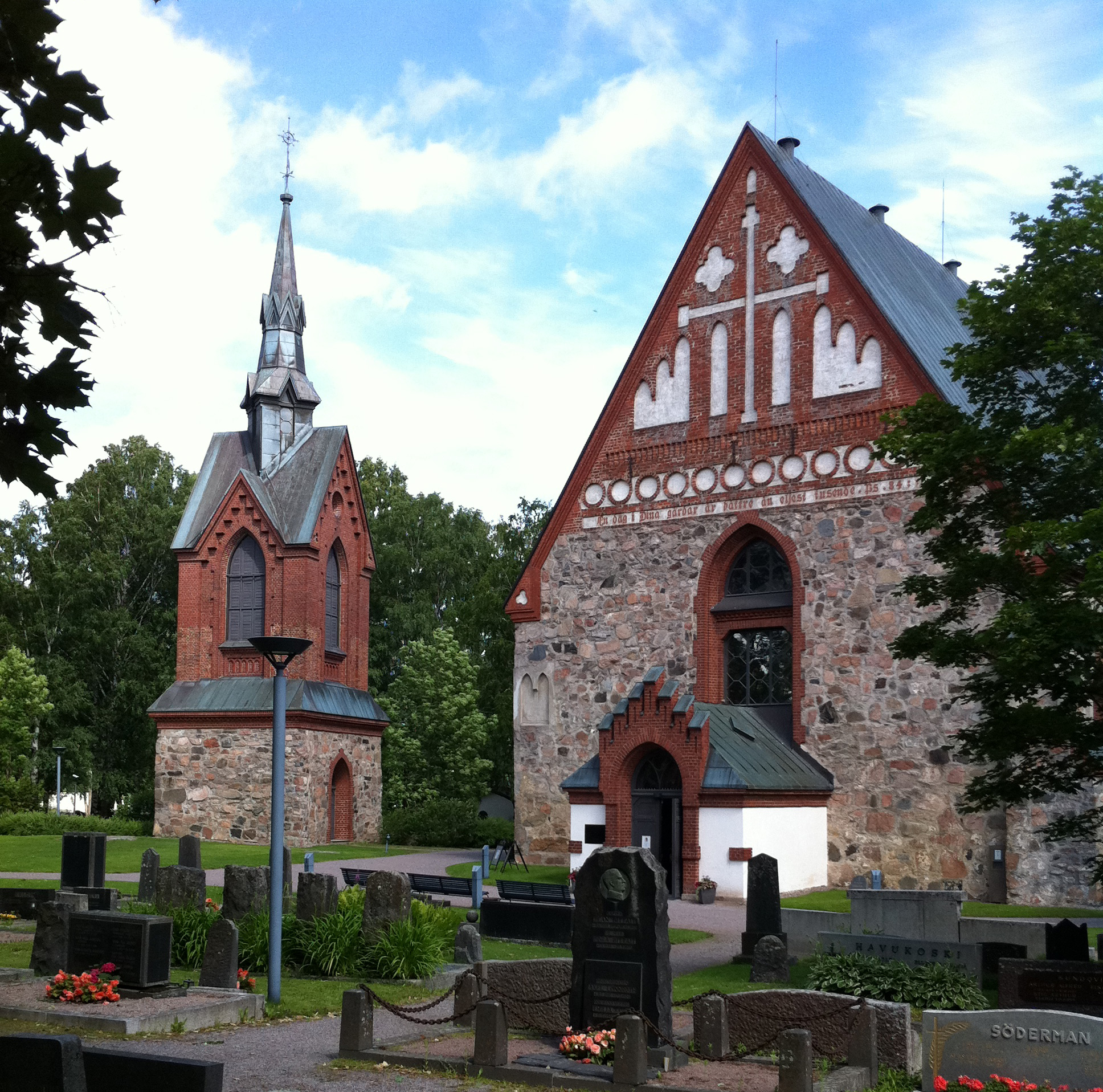
Nhà thờ St. Lawrence ở Vantaa và là công trình lâu đời nhất ở thủ đô
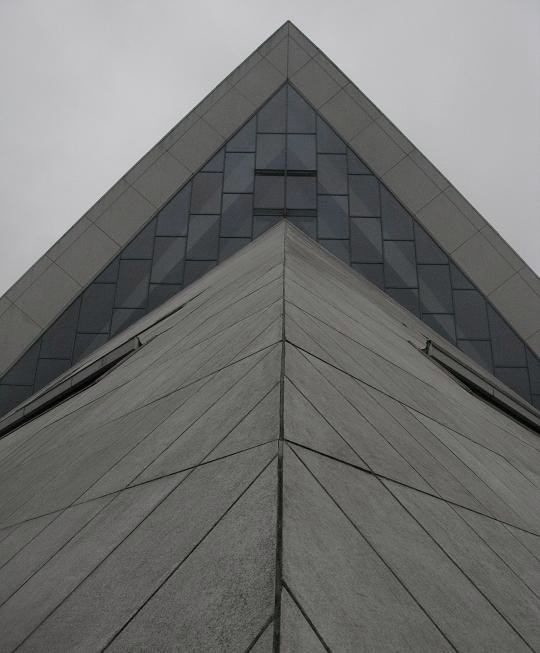
Nhà thờ Hyvinkää mang phong cách nhà thờ Phần Lan hiện đại
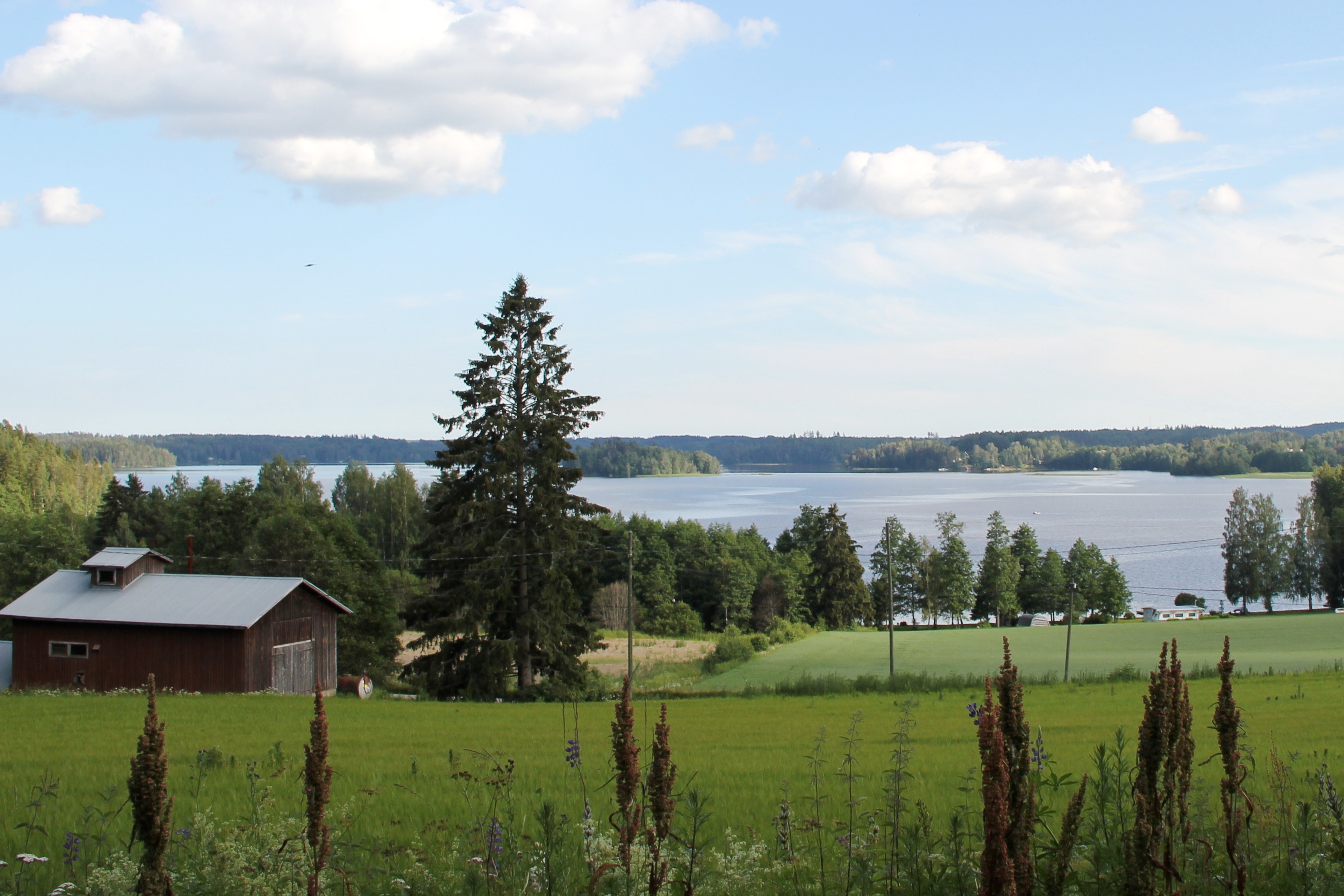
Quang cảnh nông thôn ở Pusula với hồ Hiidenvesi
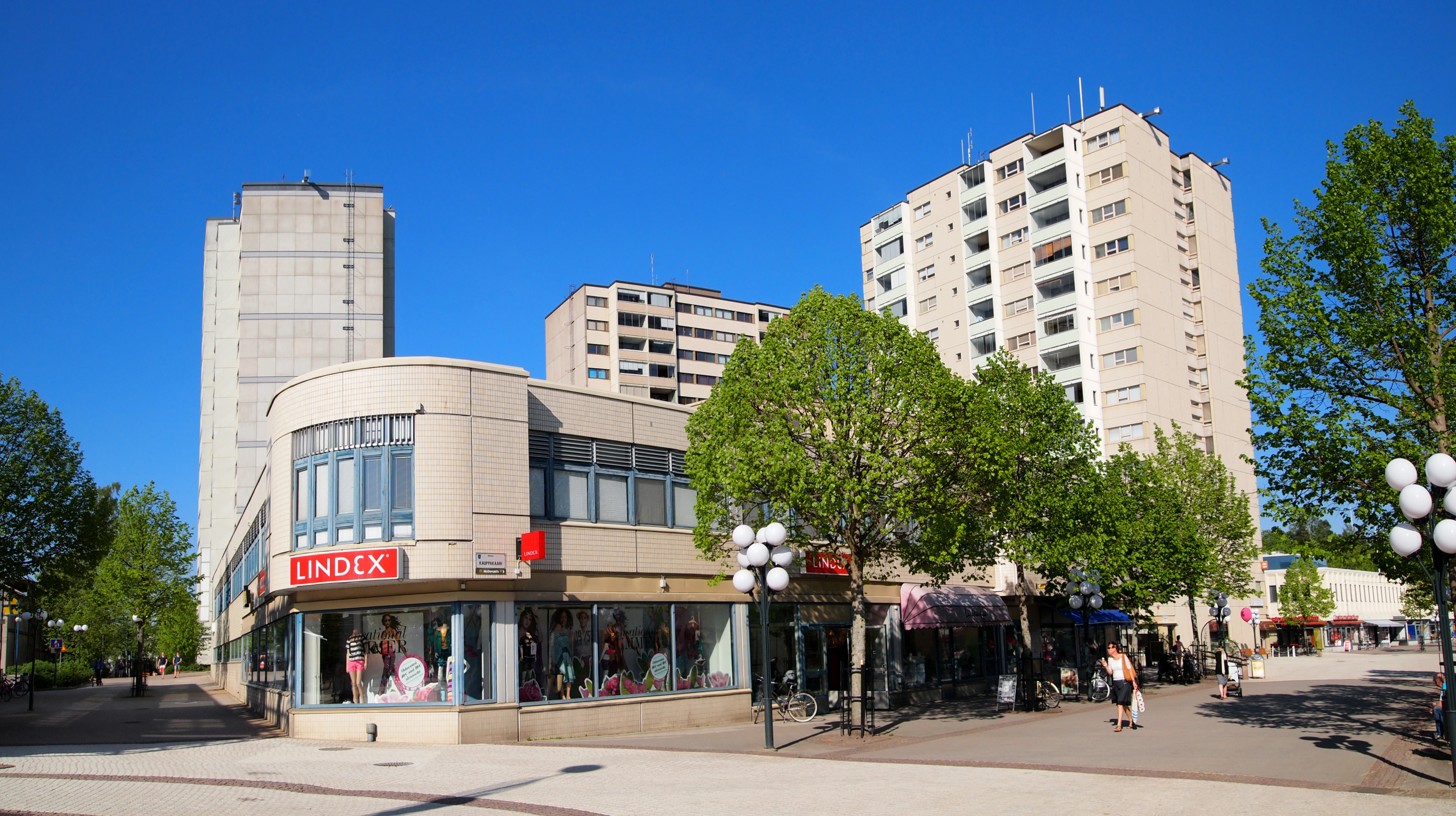
Khối tháp trung tâm thành phố Kerava
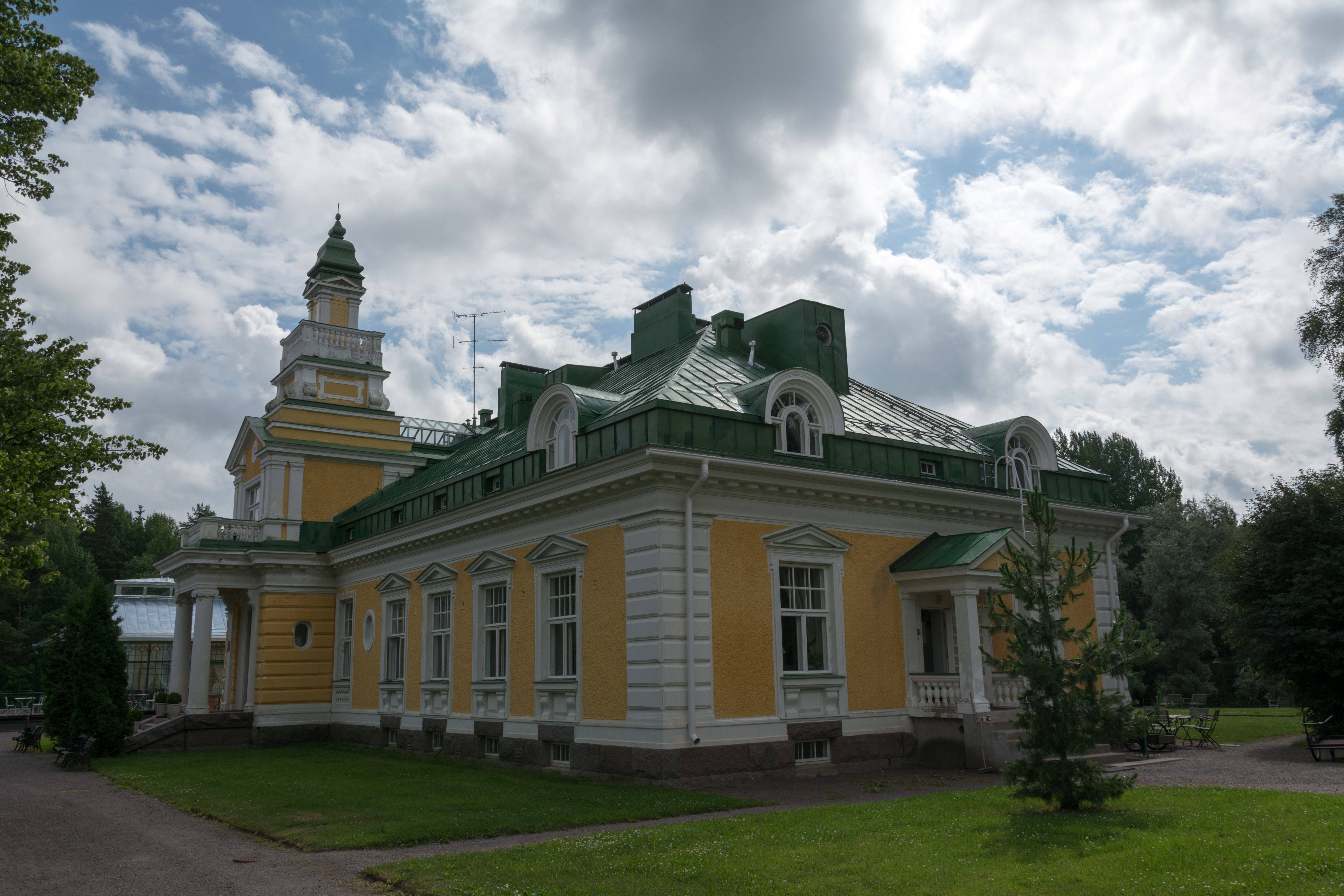
Trang trại Hirvihaara, Mäntsälä
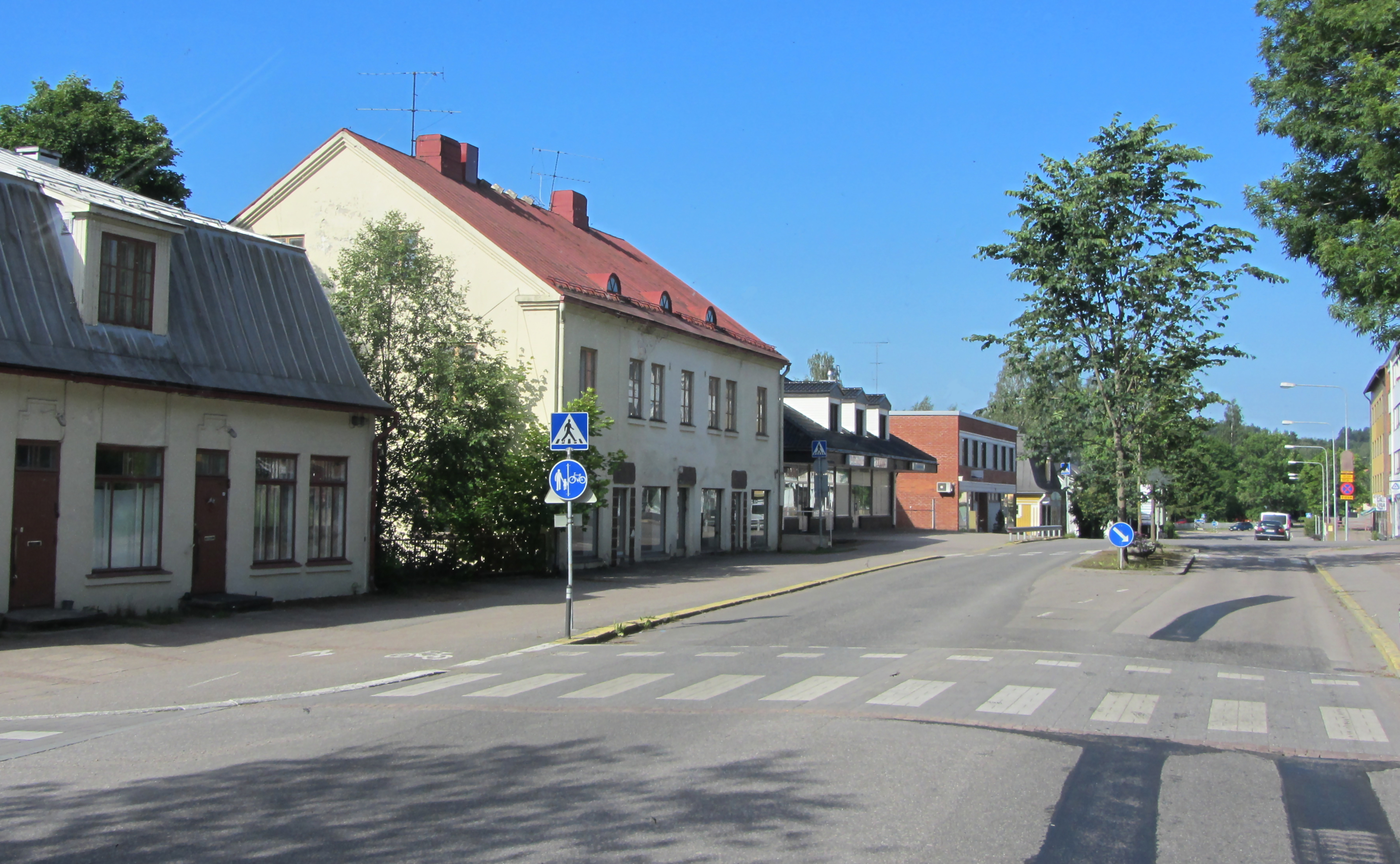
Karkkila, một thành phố nhỏ ở phía bắc Uusimaa
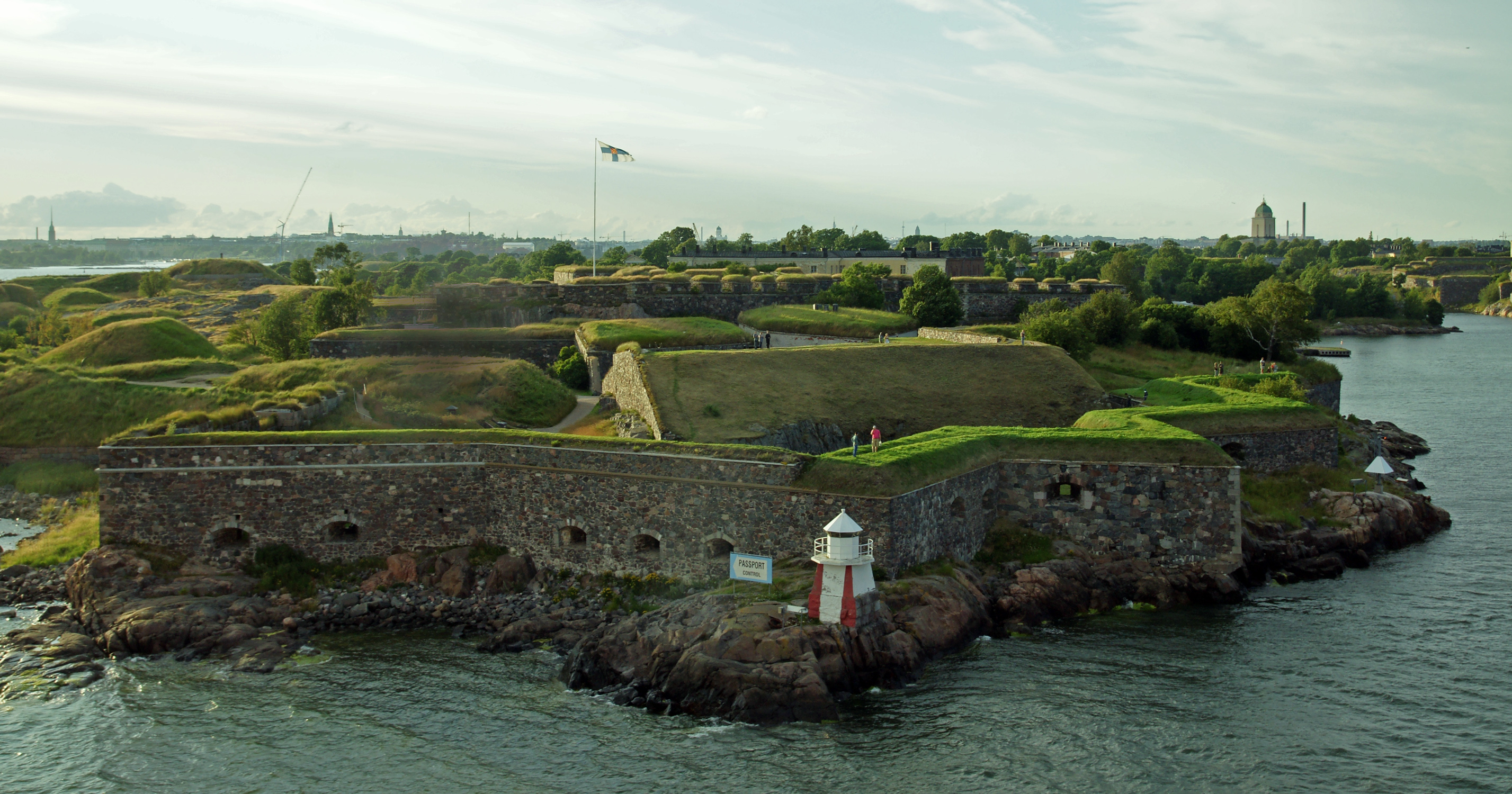
Pháo đài Suomenlinna
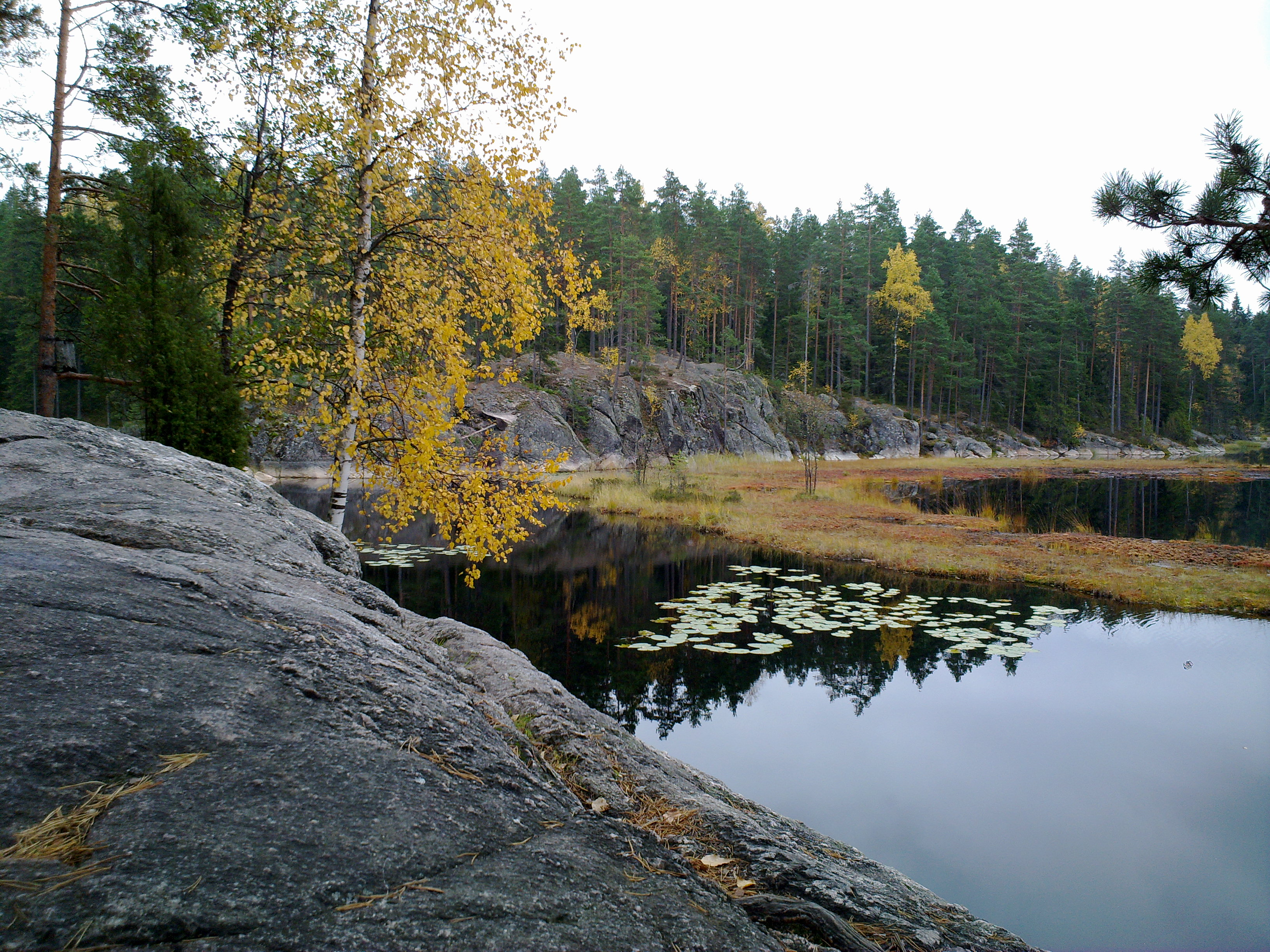
Vườn quốc gia Nuuksio, thành phố Espoo
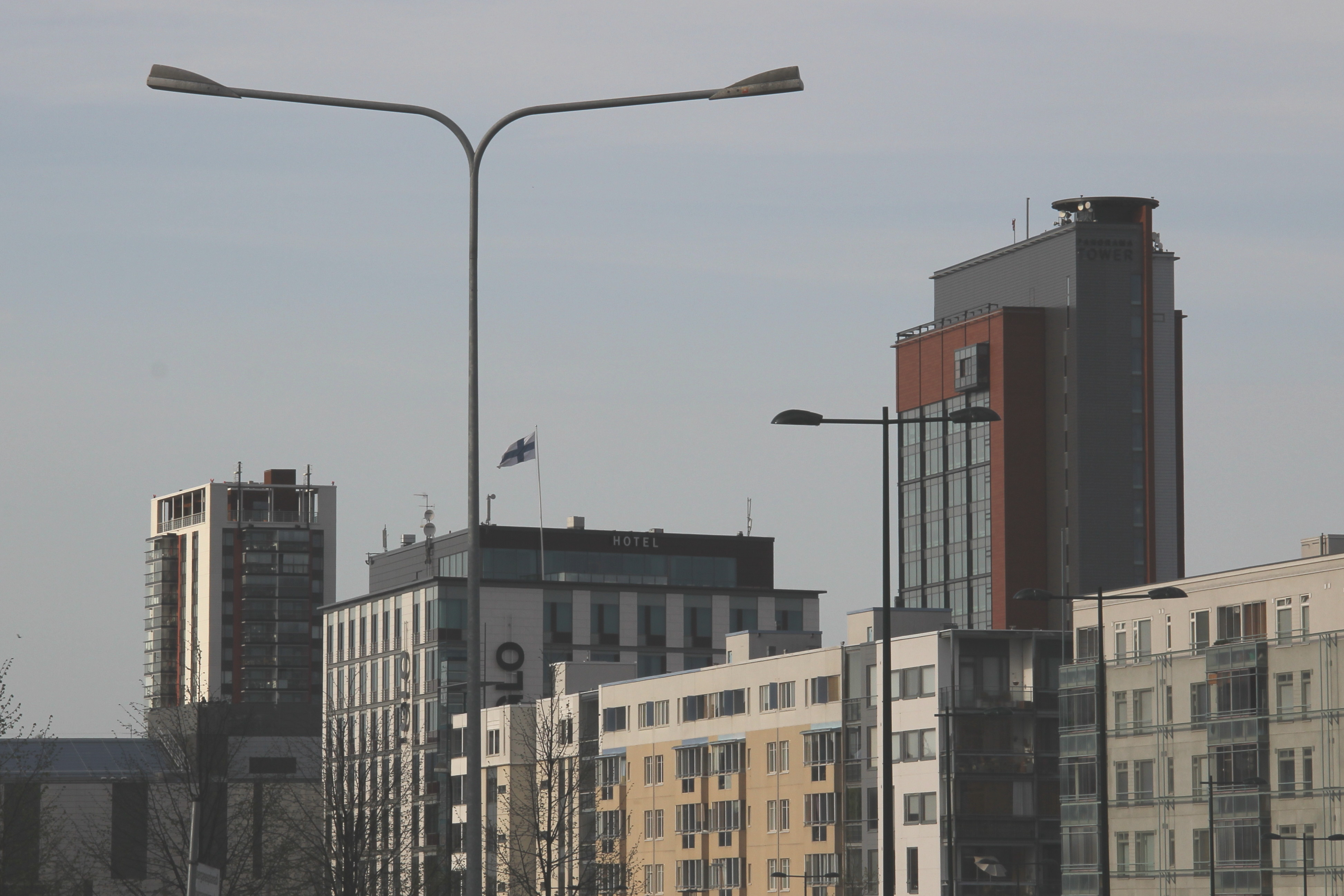
Leppävaara, một trong những trung tâm của Espoo

## Truyền thông

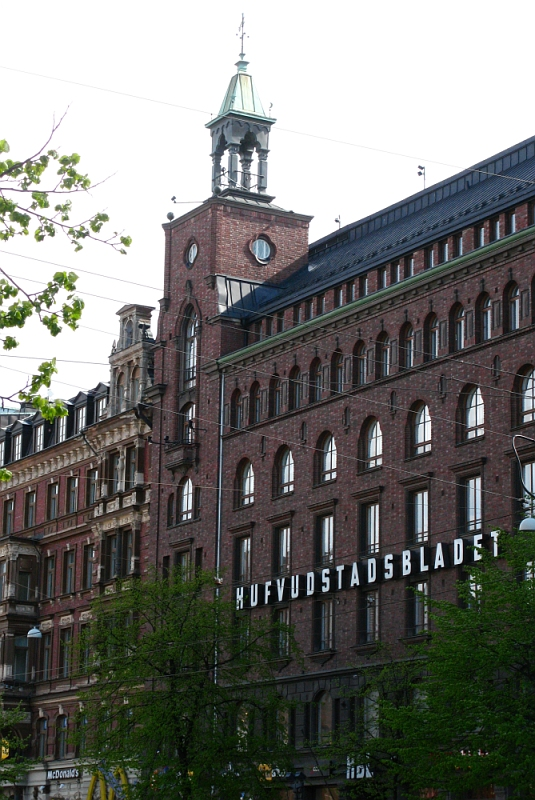
Tòa soạn báo Hufvudstadsbladet, tờ báo tiếng Thuỵ Điển phổ biến nhất ở Phần Lan, nằm trên đường Mannerheimintie, thành phố Helsinki

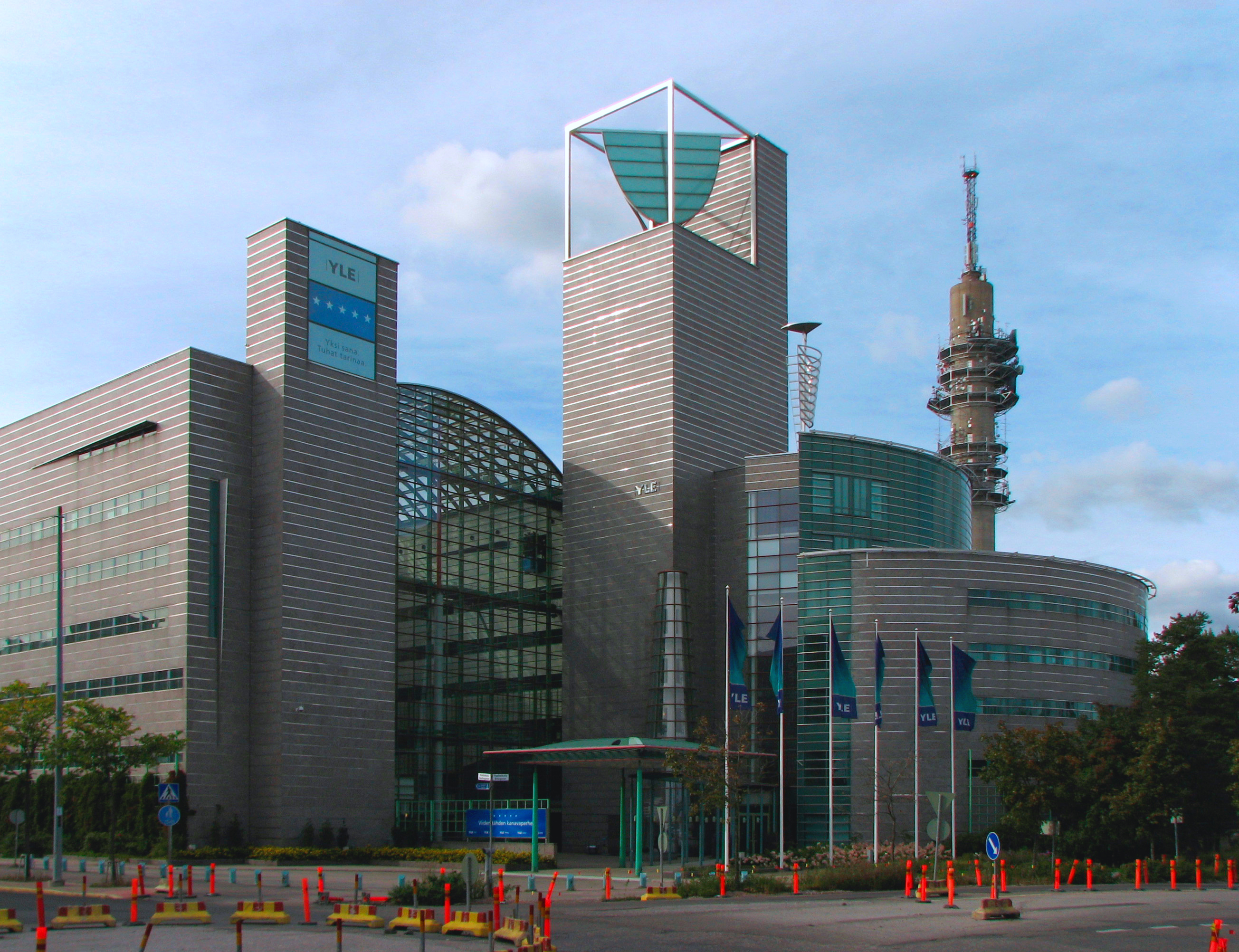
Trụ sở chính của đài Yle, Pasila, Helsinki

### Báo
Tờ báo có lượng độc giả lớn trong vùng là Helsingin Sanomat và Hufvudstadsbladet ở Helsinki, Aamuposti ở Hyvinkää, Lansi-Uusimaa ở Lohja, Loviisan Sanomat và Östra Nyland ở Loviisa, Uusimaa và Borgåbladet tại Porvoo, Västra Nyland ở Raseborg, và Keski-Uusimaa ở Tuusula. Ngoài ra hai tờ báo lá cải phổ biến, Iltalehti và Ilta-Sanomat, được xuất bản ở đó.

### Đài phát thanh
YLE đài phát thanh địa phương 's ở phía tây của vùng là Phần Lan-ngôn ngữ Ylen läntinen và Thụy Điển-ngôn ngữ YLE Vega Västnyland, trong Vùng Thủ đô Phần Lan-ngôn ngữ YLE Đài phát thanh Suomi Helsinki và Thụy Điển-ngôn ngữ YLE Vega Huvudstadsregionen, và ở phía đông một phần tiếng Yle Đài phát thanh tiếng Ý Itä-Uusimaa và tiếng Thụy Điển Yle Vega stnyland.

## Chính trị
Kết quả của cuộc bầu cử quốc hội Phần Lan năm 2019 tại Uusimaa (bao gồm hai khu vực bầu cử, được đặt tên là Helsinki và Uusimaa):
- Đảng Liên minh Quốc gia 21,28%
- Đảng Xanh lục17,62%
- Đảng Dân chủ Xã hội 16,04%
- Đảng Nhân dân Phần Lan 14,37%
- Đảng Nhân dân Thụy Điển 7,51%
- Đồng minh cánh Tả 7,42%
- Đảng Trung dung 4,97%
- Phong trào Hành động ngay 4,11%
- Đảng Dân chủ Công giáo 2,38%
- Đảng Xanh dương 1,24%
- Phong trào Bảy sao 0,43%
- Các đảng khác 2,63%

## Huy hiệu

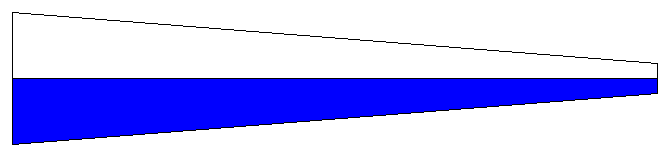
Cờ đuôi nheo của gia đình nói tiếng Phần Lan

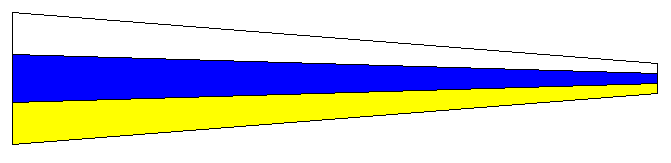
Cờ đuôi nheo của gia đình nói tiếng Thụy Điển

Huy hiệu của vùng cho thấy một chiếc thuyền màu vàng - biểu tượng cho khu vực duyên hải và hai đường sóng bạc tượng trưng cho các dòng sông.
Uusimaa đã tiếp nhận huy hiệu vào cuối thế kỷ 16. Có một hình ảnh của huy hiệu được thiết kế vào năm 1599. Năm 1997, huy hiệu truyền thống trở thành huy hiệu chính thức của vùng.